# Doctor's Advocate
Doctor's Advocate é o segundo álbum solo do rapper norte-americano Game. Foi lançado dia 14 de Novembro de 2006, pela gravadora Geffen Records. O álbum conta com participações de artistas como Busta Rhymes, Nas, Nate Dogg, Snoop Dogg, Tha Dogg Pound, Will.i.am, e Xzibit.Doctor's Advocate vendeu mais de 358.000 cópias na primeira semana, vendeu cerca de 1.300.000 de cópias nos Estados Unidos. O álbum já vendeu mais de dois milhões de cópias no mundo todo.
"Doctor's Advocate" estreou em # 1 nos EUA, no Billboard 200, vendendo mais de 360.000 cópias em sua primeira semana, tornando-se o 2º álbum # 1 consecutivo do Game.

## Faixas
| #  | Músicas                         | Produtor(es)      | Participações                 | Tempo |
| -- | ------------------------------- | ----------------- | ----------------------------- | ----- |
| 1  | "Lookin' at You"                | Urban "E.P." Pope |                               | 3:37  |
| 2  | "Da Shit"                       | DJ Khalil         |                               | 5:23  |
| 3  | "It's Okay (One Blood)"         | Reefa             | Junior Reid                   | 4:17  |
| 4  | "Compton"                       | Will.i.am         | Will.i.am                     | 4:41  |
| 5  | "Remedy"                        | Just Blaze        |                               | 2:57  |
| 6  | "Let's Ride"                    | Scott Storch      |                               | 3:57  |
| 7  | "Too Much"                      | Scott Storch      | Nate Dogg                     | 4:11  |
| 8  | "Wouldn't Get Far"              | Kanye West        | Kanye West                    | 4:11  |
| 9  | "Scream on 'Em"                 | Swizz Beatz       |                               | 4:20  |
| 10 | "One Night"                     | Nottz             |                               | 4:27  |
| 11 | "Doctor's Advocate"             | Jonathan Rotem    | Busta Rhymes & Chauncey Black | 5:03  |
| 12 | "Ol' English"                   | Hi-Tek            | Dion                          | 4:44  |
| 13 | "California Vacation"           | Jonathan Rotem    | Snoop Dogg & Xzibit           | 4:29  |
| 14 | "Bang"                          | Jelly Roll        | Tha Dogg Pound                | 3:37  |
| 15 | "Around the World"              | Mr. Porter        | Jamie Foxx                    | 4:02  |
| 16 | "Why You Hate The Game"         | Just Blaze        | Nas & Marsha Ambrosius        | 9:22  |
| 17 | "I'm Chillin'" (UK bonus track) | Will.i.am         | Fergie & Will.i.am            | 4:32  |